# Mobara

Mobara (茂原市; -shi) é uma cidade japonesa localizada na província de Chiba.
Em 2003 a cidade tinha uma população estimada em 93 931 habitantes e uma densidade populacional de 939,22 h/km². Tem uma área total de 100,01 km².
Recebeu o estatuto de cidade a 1 de Abril de 1952.